# 东买里镇
东买里镇，是中华人民共和国新疆维吾尔自治区伊犁哈萨克自治州巩留县下辖的一个乡镇级行政单位。
2014年10月21日，新疆维吾尔自治区人民政府批复同意撤销东买里乡建制，设立东买里镇。

## 行政区划
东买里镇下辖以下地区：
东买里村、乌图布拉克村、红光村、奥依塔木村、大营盘村、公尚村、克热森布拉克村和莫因古则村。